# جورج ستني
جورج ستني (بالإنجليزية: George Junius Stinney Jr.)‏ هو طفل أمريكي أسود، وهو أصغر شخص حكم عليه بالإعدام في تاريخ الولايات المتحدة بولاية كارولاينا الجنوبية، وكان الكرسي الكهربائي كبيرا جدا بالنسبة له، أدين في بضعة دقائق وكان ذلك في 14 يونيو من عام 1944. في ذلك اليوم كان عمر جورج ستني بالتحديد 14 عاما و6 شهور و5 أيام. وجرى إعدامه عن طريق الكرسي الكهربائي لإدانته بقتل كل من بيتي جون بينيكر (11 عاما) وماري إيما تايمس (8 أعوام).
بعد مرور 70 عامًا على إعدامه، ونظرًا لأبحاث أجراها مؤرخ محلي، تمت إعادة النظر في القضية بعد طلب من شقيقته كاترين ستيني التي لم يتم سماع شهادتها وبعد موافقة القاضية كارمن مولن تم الحكم ببراءته في عام 2014 لعدم كفاية الأدلة وتمتع المتهم بمحاكمة عادلة.

## القضية
بدأت القصة في ظهيرة يوم 24 مارس من عام 1944، حين استقلت كل من بيتي وماري الدراجة وخرجتا لقطف بعض الورود. وفي طريقهما، مرت الفتاتان على بيت أسرة ستني وهي أسرة سوداء فقيرة، وشاهدتا كاثرين ستني وشقيقها جورج خارج المنزل.
بعد ساعات، انقلبت المدينة الصغيرة إلى رجال يحملون مشاعل ويبحثون عن الفتاتين ولكن بلا جدوى.
لكن في حوالي الساعة 7:30 صباحا، لمح بعض الرجال آثار أقدام في طريق ضيق على حافة المدينة. أرشدت هذه الآثار الرجال إلى مقص ملقى على العشب، ثم بعد مسافة ليست بالكبيرة لاحت لهما الدراجة. وأخيرا عثروا على جثتي فتاتنين عليهما آثار كسور ورضوض.
بعد ساعات جاء جمع من الرجال البيض وأخذوا جورج ستني إلى قسم الشرطة حيث احتجز هناك.وبعد ساعة واحدة من الاحتجاز أبلغت الشرطة الجمع الغاضب أمامها أن جورج قد اعترف.
حسب ما كتب عن القضية، فقد اعترف جورج أنه كان يرغب في ممارسة الجنس مع بيتي، وكانت الطريقة الوحيدة لذلك هي التخلص من ماري عن طريق قتلها. ولكن نظرا للمقاومة التي أبدتها بيتي، فقد قرر قتلها هي الأخرى.
وكان المناخ العنصري الذي هيمن عى رسم القضية لم يترك أسرة جورج في حالها، فقد جرى فصل جورج ستني الأب من عمله، وأجبرت الأسرة كلها على مغادرة المدينة.
وفي الساعة الثانية والنصف يوم 21 أبريل 1944 بدأت المحاكمة. وقبيل الساعة الخامسة توصلت هيئة المحلفين (كل أعضائها بيض) إلى قرار يرى في جورج مذنبا ولا يستحق الرحمة.القاضى قرر على الفور إعدامه جورج عن طريق الكرسي الكهربائي.
لم يكن هناك شهود نفي، ولم يكن هناك استئناف، فأسرة جورج لا تستطيع تحمل نفقات محامي.
بعض المنظمات والكنائس طلبت من أولين تولماج، حاكم الولاية، التدخل لوقف حكم الإعدام.
وأرسل البعض خطابات لحاكم الولاية يندد فيها بتلك العقوبة الهتلرية: “child execution is only for Hitler.”، هكذا كتب أحد الأشخاص في رسالة إلى الحاكم.
لكن آخرين، عبروا عن سعادتهم “العنصرية” لقرار إعدام جورج: “Sure glad to hear of your decision regarding the nigger Stinney,”، هكذا كتب شخص آخر في خطاب لحاكم الولاية.
وهناك آخرون لم يعتقدوا أن جورج ضحية، هو فقط فرد تعرض لحملة عنصرية. لم يتح له الدفاع عن نفسه، لم يمنح الفرصة حتى يحظى بمحام، أفقدوه حقه في الاستنئاف. والأهم من ذلك كله أنهم وبكل وحشية نزعوا منه حقه الأصيل في الحياة.
بهذا الحكم دخل جورج ستني الابن التاريخ لكونه أصغر شخص يصدر عليه حكم بالإعدام في القرن العشرين.
وبعد 70 عام بالتمام من إعدام ستني، تقدمت عائلته بطلب إلى المحكمة لإعادة إجراءات المحاكمة من جديد، في هذه القضية التي شهدت إعدام أصغر مذنب في تاريخ الولايات المتحدة الأميركية، منذ القرن التاسع عشر.
وذكر أقارب ستني، أن هدفهم من إعادة المحاكمة، هو تبرئة ساحته، مضيفين «بالطبع ليس من الممكن استعادته مرة ثانية، لكنه كان بريئا، لذلك أردنا أن نثبت تلك البراءة».
وأوضحت كاثرينا ستني روبنسون (79 عاما) شقيقة ستني، أن شقيقها برئ من تلك التهمة التي أُعدم بسببها، مشيرة إلى أن أخيها كان برفقتها في الوقت الذي وقعت فيه الجريمة، أشارت إلى أن الشرطة كانت تبحث عن قاتل الطفلتين، ولما تعذر عليها العثور عليه قدمته كبش فداء.
أما محامي العائلة مات بورغس فقال في هذا الشأن «نحاول تصحيح خطأ مضى على ارتكابه 70 عاما كاملة»، مشيرا إلى أن المحكمة هي التي تملك قرار فتح التحقيق في تلك القضية من جديد.
وقد اعترفت المحكمة التي حكمت ببراءة الطفل بمدى الظلم الذي تعرض له “ستيني” بسبب عنصرية المجتمع الأمريكي آنذاك، فقد كشفت المحكمة أن حكم الإعدام صدر بعد أقل من 3 ساعات، ونفذ خلال أقل من 3 شهور كان “ستيني” فيها معزولاً عن أي تواصل مع أفراد أسرته أو محامي دفاع.

## إعادة فتح القضية
في عام 2004، بدأ جورج فريرسون -وهو مؤرخ محلي نشأ في الكولو- يبحث في القضية بعد قراءة مقال صحفي حول هذا الموضوع. واهتم اثنان من محامي ساوث كارولينا هما ستيف ماكنزي ومات بيرجيس بالقضية. بالإضافة إلى ذلك، ساهم راي براون والمحامي جيمس مون وغيرهم بساعات لا تحصى من الأبحاث ومراجعة الوثائق التاريخية، ووجدوا شهودًا وأدلة للمساعدة في تبرئة ستني. ومن بين الذين ساعدوا القضية «مشروع الحقوق المدنية والعدالة التصالحية» (CRRJ) في، التي قدمت مذكرة إلى المحكمة في عام 2014. لقد سعى محامو فريرسون و«المصلحة العامة» أولاً إلى الحصول على إعفاء من خلال مجلس العفو في كارولينا الجنوبية.
تم تبرأته في عام 2014 عندما قضت المحكمة بأنه لم يتلقى محاكمة عادلة.